# The Rat Pack
The Rat Pack är en amerikansk TV-film från år 1998 i regi av Rob Cohen och är baserad på en sann historia.

## Handling
Filmen utspelar sig under slutet av 50-talet och början av 60-talet och berättar historien om det legendariska Rat Pack - Frank Sinatra, Dean Martin, Sammy Davis, Jr., Peter Lawford och Joey Bishop. Filmen dramatiserar inte bara deras förhållande till varandra, utan även till Marilyn Monroe, president John F. Kennedy och FBI.
Man får bland annat se hur Frank Sinatra hjälper Kennedy att vinna valet år 1960 (med lite hjälp av maffian).

## Rollista i urval
- Ray Liotta - Frank Sinatra
- Joe Mantegna - Dean Martin
- Don Cheadle - Sammy Davis, Jr.
- Angus Macfadyen - Peter Lawford
- Bobby Slayton - Joey Bishop
- William Petersen - John F. Kennedy
- Željko Ivanek - Bobby Kennedy
- Deborah Kara Unger - Ava Gardner
- Dan O'Herlihy - Joe Kennedy
- Barbara Niven - Marilyn Monroe

## Om filmen
Don Cheadle hade bara två veckor på sig att förbereda sig inför rollen som Sammy Davis, Jr. På denna korta tid lärde han sig att steppa, spela trumpet och trummor och att sjunga.
The Rat Pack är den sista filmen som Dan O'Herlihy medverkade i.